# شرايين تربيقية
شرايين تربيقية (بالإنجليزية: Trabecular arteries)‏‏ هو شريان يتفرعُ من شريان طحالي."XI. Splanchnology. 4g. The Spleen. Gray, Henry. 1918. Anatomy of the Human Body". مؤرشف من الأصل في 2019-03-14. اطلع عليه بتاريخ 2015-05-05.